# باشگاه فوتبال ناک بردا
باشگاه فوتبال ناک بردا (هلندی: NAC Breda) یک باشگاه فوتبال در شهر بردا، هلند است.
این باشگاه که در سال ۱۹۱۲ تاسیس شده سابقه یک قهرمانی مسابقات لیگ فوتبال هلند و یک قهرمانی در جام حذفی فوتبال هلند را در کارنامه دارد.